# پلی‌اوزلین
پلی‌اوزلین (به انگلیسی: Polyozellin) یک ترکیب شیمیایی با شناسه پاب‌کم ۳۸۲۵۱۴ است. 